# Ivan Nielsen
Ivan Nielsen (Frederiksberg, 9 oktober 1956) is een Deens voormalig voetballer. Hij was een centrale verdediger. Hans Kraay sr. omschreef Nielsen op de radio, aan het eind van het seizoen 1984/85, als volgt: "Die man is zo breed als een deur."

## Clubcarrière
Hij begon half 1975 zijn carrière bij Fremad Amager, de club, waar Ajax-trainer Rinus Michels Frank Arnesen en Soren Lerby wegplukte in november 1975. Half 1979 contracteerde Feyenoord Nielsen. Hij speelde 195 wedstrijden voor de Rotterdammers en won de beker in de seizoenen 1979/1980 en 1983/1984. In 1983/1984 won hij de dubbel aangezien Feyenoord ook landskampioen werd.
Half 1986 werd hij gecontracteerd door PSV, waar hij samen zou spelen met zijn landgenoten Frank Arnesen en Søren Lerby. Zij werden onderdeel van het meest succesvolle jaar van PSV in de geschiedenis. In 1988 won PSV de continentale treble: de landstitel, de KNVB Beker en de Europacup I, ook in die volgorde. Nielsen was de stille, maar stabiele kracht in de PSV-defensie. De andere drie verdedigers – Eric Gerets, Ronald Koeman en Jan Heintze – hadden dan ook een natuurlijke drang naar voren. Hij speelde 83 competitiewedstrijden (vijf doelpunten) en speelde zestien Europese wedstrijden. Nielsen bleef tot het seizoen 1989/90 bij PSV. In die vier seizoenen won hij drie landstitels, drie KNVB Bekers en de Europacup 1.
Na PSV ging hij terug naar zijn eerste club Fremad Amager. Nielsen woont weer in Denemarken en heeft een loodgietersbedrijf.

## Interlandcarrière

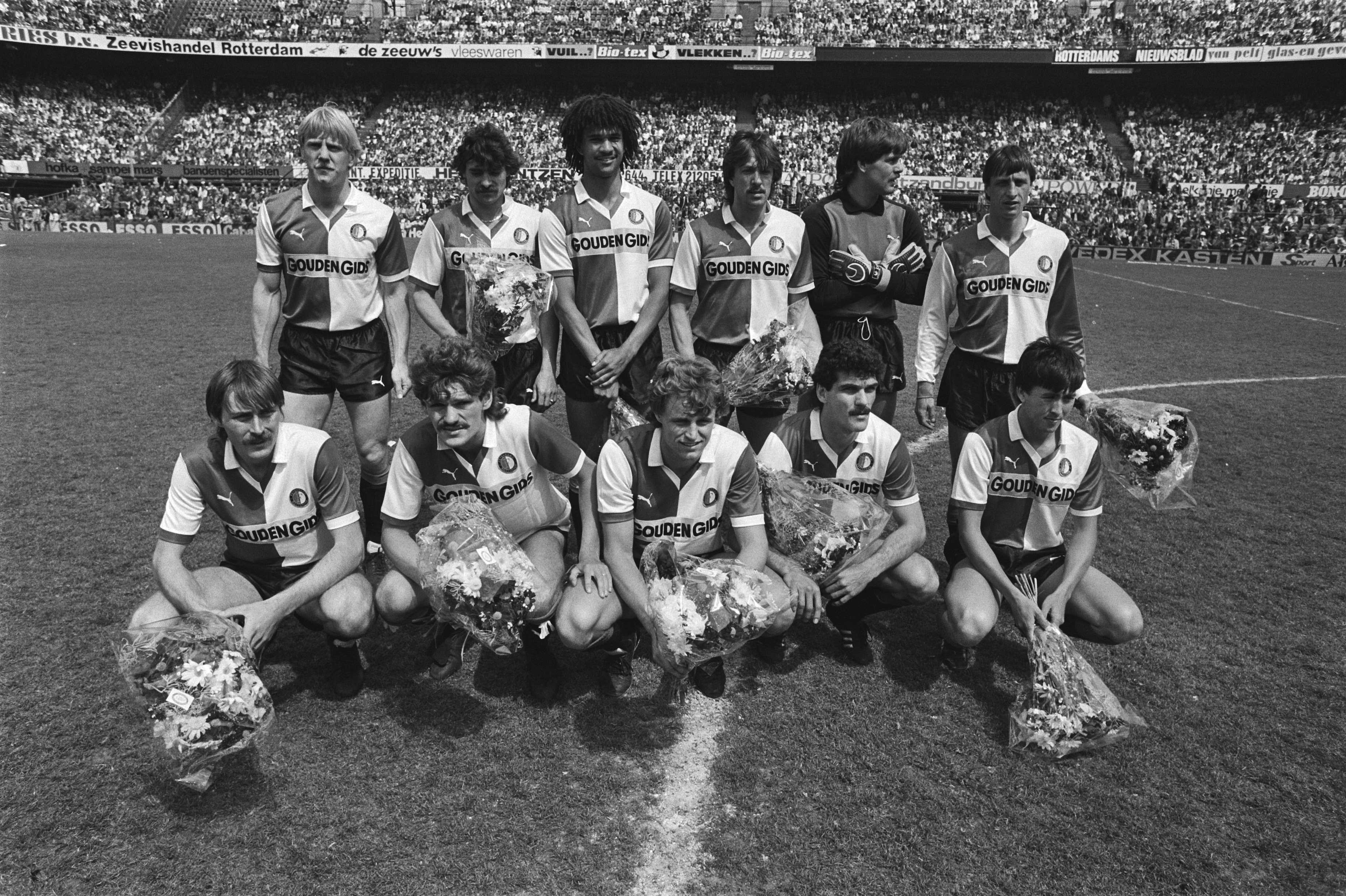
Nielsen (linksonder) kampioen met Feyenoord (1984)

Nielsen speelde 51 keer voor de nationale ploeg van Denemarken in de periode 1980-1989. Hij maakte zijn debuut op 19 november 1980 in de WK-kwalificatiewedstrijd tegen Luxemburg (4-0) in Kopenhagen, net als invaller Kenneth Brylle (Anderlecht). Nielsen nam met zijn vaderland deel aan het EK voetbal 1984 , WK voetbal 1986 en het EK voetbal 1988.
| Interlands van Ivan Nielsen | Interlands van Ivan Nielsen | Interlands van Ivan Nielsen    | Interlands van Ivan Nielsen | Interlands van Ivan Nielsen | Interlands van Ivan Nielsen |
| №                           | Datum                       | Wedstrijd                      | Uitslag                     | Competitie                  | Goals                       |
| Als speler van Feyenoord    | Als speler van Feyenoord    | Als speler van Feyenoord       | Als speler van Feyenoord    | Als speler van Feyenoord    | Als speler van Feyenoord    |
| --------------------------- | --------------------------- | ------------------------------ | --------------------------- | --------------------------- | --------------------------- |
| 1                           | 19 november 1980            | Denemarken – Luxemburg         | 4 – 0                       | WK-kwalificatie             |                             |
| 2                           | 14 oktober 1981             | Griekenland – Denemarken       | 2 – 3                       | WK-kwalificatie             |                             |
| 3                           | 5 mei 1982                  | Denemarken – Zweden            | 1 – 1                       | Nordic Cup                  |                             |
| 4                           | 1 september 1982            | Roemenië – Denemarken          | 1 – 0                       | Oefeninterland              |                             |
| 5                           | 22 september 1982           | Denemarken – Engeland          | 2 – 2                       | EK-kwalificatie             |                             |
| 6                           | 10 november 1982            | Luxemburg – Denemarken         | 1 – 2                       | EK-kwalificatie             |                             |
| 7                           | 1 juni 1983                 | Denemarken – Hongarije         | 3 – 1                       | EK-kwalificatie             |                             |
| 8                           | 7 september 1983            | Denemarken – Frankrijk         | 3 – 1                       | Oefeninterland              |                             |
| 9                           | 21 september 1983           | Engeland – Denemarken          | 0 – 1                       | EK-kwalificatie             |                             |
| 10                          | 12 oktober 1983             | Denemarken – Luxemburg         | 6 – 0                       | EK-kwalificatie             |                             |
| 11                          | 26 oktober 1983             | Hongarije – Denemarken         | 1 – 0                       | EK-kwalificatie             |                             |
| 12                          | 16 november 1983            | Griekenland – Denemarken       | 0 – 2                       | EK-kwalificatie             |                             |
| 13                          | 14 maart 1984               | Nederland – Denemarken         | 6 – 0                       | Oefeninterland              |                             |
| 14                          | 16 mei 1984                 | Tsjecho-Slowakije – Denemarken | 1 – 0                       | Oefeninterland              |                             |
| 15                          | 6 juni 1984                 | Zweden – Denemarken            | 0 – 1                       | Oefeninterland              |                             |
| 16                          | 8 juni 1984                 | Denemarken – Bulgarije         | 1 – 1                       | Oefeninterland              |                             |
| 17                          | 12 juni 1984                | Frankrijk – Denemarken         | 1 – 0                       | EK-eindronde                |                             |
| 18                          | 16 juni 1984                | Denemarken – Joegoslavië       | 5 – 0                       | EK-eindronde                |                             |
| 19                          | 19 juni 1984                | België – Denemarken            | 2 – 3                       | EK-eindronde                |                             |
| 20                          | 24 juni 1984                | Denemarken – Spanje            | 1 – 1                       | EK-eindronde                |                             |
| 21                          | 26 september 1984           | Denemarken – Noorwegen         | 1 – 0                       | WK-kwalificatie             |                             |
| 22                          | 17 oktober 1984             | Zwitserland – Denemarken       | 1 – 0                       | WK-kwalificatie             |                             |
| 23                          | 14 november 1984            | Denemarken – Ierland           | 3 – 0                       | WK-kwalificatie             |                             |
| 24                          | 5 juni 1985                 | Denemarken – Sovjet-Unie       | 4 – 2                       | WK-kwalificatie             |                             |
| 25                          | 11 september 1985           | Denemarken – Zweden            | 0 – 3                       | Oefeninterland              |                             |
| 26                          | 25 september 1985           | Sovjet-Unie – Denemarken       | 1 – 0                       | WK-kwalificatie             |                             |
| 27                          | 9 oktober 1985              | Denemarken – Zwitserland       | 0 – 0                       | WK-kwalificatie             |                             |
| 28                          | 16 oktober 1985             | Noorwegen – Denemarken         | 1 – 5                       | WK-kwalificatie             |                             |
| 29                          | 13 november 1985            | Ierland – Denemarken           | 1 – 4                       | WK-kwalificatie             |                             |
| 30                          | 13 mei 1986                 | Noorwegen – Denemarken         | 1 – 0                       | Oefeninterland              |                             |
| 31                          | 16 mei 1986                 | Denemarken – Polen             | 1 – 0                       | Oefeninterland              |                             |
| 32                          | 4 juni 1986                 | Denemarken – Schotland         | 1 – 0                       | WK-eindronde                |                             |
| 33                          | 8 juni 1986                 | Denemarken – Uruguay           | 6 – 1                       | WK-eindronde                |                             |
| 34                          | 18 juni 1986                | Denemarken – Spanje            | 1 – 5                       | WK-eindronde                |                             |
| Als speler van PSV          |                             |                                |                             |                             |                             |
| 35                          | 29 oktober 1986             | Denemarken – Finland           | 1 – 0                       | EK-kwalificatie             |                             |
| 36                          | 12 november 1986            | Tsjecho-Slowakije – Denemarken | 0 – 0                       | EK-kwalificatie             |                             |
| 37                          | 29 april 1987               | Finland – Denemarken           | 0 – 1                       | EK-kwalificatie             |                             |
| 38                          | 3 juni 1987                 | Denemarken – Tsjecho-Slowakije | 1 – 1                       | EK-kwalificatie             |                             |
| 39                          | 9 september 1987            | Wales – Denemarken             | 1 – 0                       | EK-kwalificatie             |                             |
| 40                          | 23 september 1987           | West-Duitsland – Denemarken    | 1 – 0                       | Oefeninterland              |                             |
| 41                          | 14 oktober 1987             | Denemarken – Wales             | 1 – 0                       | EK-kwalificatie             |                             |
| 42                          | 1 juni 1988                 | Denemarken – Tsjecho-Slowakije | 0 – 1                       | Oefeninterland              |                             |
| 43                          | 11 juni 1988                | Denemarken – Spanje            | 2 – 3                       | EK-eindronde                |                             |
| 44                          | 14 juni 1988                | West-Duitsland – Denemarken    | 2 – 0                       | EK-eindronde                |                             |
| 45                          | 17 juni 1988                | Denemarken – Italië            | 0 – 2                       | EK-eindronde                |                             |
| 46                          | 7 juni 1989                 | Denemarken – Engeland          | 1 – 1                       | Oefeninterland              |                             |
| 47                          | 14 juni 1989                | Denemarken – Zweden            | 6 – 0                       | Oefeninterland              |                             |
| 48                          | 18 juni 1989                | Denemarken – Brazilië          | 4 – 0                       | Oefeninterland              |                             |
| 49                          | 6 september 1989            | Nederland – Denemarken         | 2 – 2                       | Oefeninterland              |                             |
| 50                          | 11 oktober 1989             | Denemarken – Roemenië          | 3 – 0                       | WK-kwalificatie             |                             |
| 51                          | 15 november 1989            | Roemenië – Denemarken          | 3 – 1                       | WK-kwalificatie             |                             |

## Erelijst
| Competitie     |           |                           |           |           |
| Competitie     | Aantal    | Jaren                     |           |           |
| Feyenoord      | Feyenoord | Feyenoord                 | Feyenoord | Feyenoord |
| -------------- | --------- | ------------------------- | --------- | --------- |
| Eredivisie     | 1x        | 1983/84                   |           |           |
| KNVB Beker     | 2x        | 1979/80, 1983/84          |           |           |
| PSV            |           |                           |           |           |
| Internationaal |           |                           |           |           |
| Europacup I    | 1x        | 1987/88                   |           |           |
| Nationaal      |           |                           |           |           |
| Eredivisie     | 3x        | 1986/87, 1987/88, 1988/89 |           |           |
| KNVB Beker     | 3x        | 1987/88, 1988/89, 1989/90 |           |           |